# Andrea Vadrucci
Andrea Vadrucci (Scorrano, 14 dicembre 1983) è un batterista italiano, meglio conosciuto come Vadrum.
Noto soprattutto in rete per la sua attività da solista, svolge inoltre l'attività di turnista con artisti quali Roy Paci e il Cirque du Soleil.

## Biografia
Riceve la sua prima batteria all'età di 10 anni e inizia a militare in varie band salentine.
Nel 2004 entra a far parte dei Cosmica, gruppo rock leccese (vincitore del concorso Sanremo Rock 2009) con il quale registra 3 album in studio e colleziona centinaia di concerti dal vivo.
Nel 2006 carica il suo primo video su YouTube, diventando in breve tempo uno dei musicisti italiani più noti sul web. A maggio 2016, risulta avere 81.277.452 di visualizzazioni e 166.156 iscritti sul suo canale (che ha mantenuto a lungo il primato per numero di iscrizioni tra i canali italiani sin dalla nascita di YouTube Italia).
Nel 2007 vince il concorso italiano Drummer of Tomorrow e nel 2009 si diploma a pieni voti in batteria presso il Musicians Institute di Hollywood, California.
Tornato in Italia, si esibisce da solista in alcuni festival internazionali di batteria, tra cui l'edizione 2009 del La Rioja Drumming Festival in Spagna e l'edizione 2010 del Drumworld Festival in Olanda, condividendo il palco con icone della batteria quali Billy Cobham e Steve Gadd.
Il 21 gennaio 2011 produce e pubblica il suo primo album da solista Classical Drumming
, registrato presso il Teatro Paisiello di Lecce con un'orchestra sinfonica di 36 elementi. L'album esordisce al sesto posto della classifica statunitense Billboard, dove rimarrà per sei settimane.
Nel 2012 viene reclutato dal trombettista e cantautore Roy Paci per il progetto Corleone con il quale pubblica l'album Blaccahénze e prende parte ad un lungo tour nel 2013. Il progetto figura sulla copertina del settecentocinquantesimo numero di Musica Jazz.
Nel frattempo, viene scelto come uno dei protagonisti della campagna di comunicazione della Presidenza del Consiglio dei ministri per la promozione della “Srl Semplificata”, realizzando uno dei 4 spot in onda sulle reti Rai e sul canale YouTube legato all'iniziativa.
Dall'estate 2013 è il batterista di Roy Paci & Aretuska con i quali ha registrato il singolo Italians do it better (in alta rotazione su Mtv Italia) e fatto parte di due tour estivi.
Nell'agosto del 2014 viene ingaggiato dal Cirque du Soleil partendo per un lungo tour in Europa, Nord America e Sud America (tuttora in corso) con il ruolo di batterista in evidenza nello show KOOZA.

## Strumentazione
Dal 2011 è un endorser dei marchi Tama Drums per le batterie e hardware, Zildjian per i piatti e Vic Firth per le bacchette.
Collabora inoltre con Roland Italy per l'utilizzo di batterie elettroniche.

## Premi e riconoscimenti
Il 22 Agosto 2015 riceve un riconoscimento ufficiale alla carriera da parte dell'associazione culturale "Li Talorni" e il Comune di Vernole.